# し〜うらんど海遊館
し〜うらんど海遊館（し〜うらんどかいゆうかん）は、青森県五所川原市にあったタラソテラピー（海洋療法）体験施設である。
青森県初のタラソテラピー体験施設として2000年11月1日にオープンした。施設の老朽化に伴い大規模改修が必要になったことや入館者数の減少などを理由に、2020年9月30日をもって閉館した。施設名のし〜うらんどは、五所川原市との合併以前の旧市浦村に由来する。

## 施設概要
目の前の日本海の海水を利用したタラソテラピー（海洋療法）を体験する健康施設。送迎バスが運行されており、地元住民だけでなく県外からの利用者もみられた。
施設内には、15種類のアトラクションが楽しめる温海水のプール“元気海プール”、エアロゾル、サウナ、トレーニングルームがあり、また別料金が必要であるがバンジェ、アルゴパック等のタラソテラピートリートメントが体験できた。
水着やバスタオルも購入、レンタルできるため、手ぶらで利用することも可能であった。またハーブなどのアロマ商品も取り揃えられ、実際に購入できる。加えて「げんき海クラブ」という健康教室も開催されており、高齢者が健康づくりのために好んで参加していた。

### 施設の廃止
2019年11月、五所川原市の佐々木孝昌市長から施設廃止の方針が示され、12月17日には市浦地区の住民懇談会で佐々木市長から住民に説明がなされた。開業から20年近くが経過し、日本海からの潮風による建物の塩害や、海水を加温してプール等に使用することによる建物内部の腐食等によって施設の老朽化が進んでおり大規模改修が必要であること、その費用が約6億3,000万円と見積もられたが今後の維持管理費、利用者数の推移等を勘案すると施設の維持は困難であることから、施設を廃止する方針に至ったものであった。これに対し、五所川原市内外の3,298名から存続を求める請願書が寄せられたが、2020年3月16日の五所川原市議会において、廃止が決まった。

## 営業時間・定休日
いずれも廃止時点
営業時間
- 通常入館時間（4月～11月） 平日･土日　10:00～21:00（最終入館20:00）
- 冬季入館時間（12月～3月） 平日･土曜　10:00～20:30（最終入館19:30）
- 冬季入館時間（12月～3月） 日曜･祝日　11:00～20:30（最終入館19:30）

定休日
- 祝日を除く毎週火曜日（ただし7月～8月は毎日営業[6]）
- 冬季は、毎週火曜日・水曜日
- メンテナンスのために2月ごろに1週間[7]ほど休館

## 主な施設
- フロント
- ショップ
- 休憩室
- トレーニングルーム
- 男女更衣室（シャワールーム3室、ロッカー完備）
- 元気海プール
  - 海遊路
  - 12mプール
  - ピシーナジェット
  - 子供プール
  - あ･しうらジェット
  - 屋外バブルバス（冬季閉鎖）
  - 屋外デッキ
- リラクゼーションルーム
- エアロゾル
- アルゴパック
- サウナ

## 交通
- 国道339号沿い
  - 津軽自動車道五所川原北ICから国道339号五所川原北バイパス・五所川原広域農道（こめ米(まい)ロード）経由で、車で約36km・約50分。
  - 五所川原市中心部から車で約60分
- バス
  - 弘南バス小泊線(中里経由・木造経由)：「しーうらんど海遊館前」下車、徒歩3分
- 送迎バス（※祝日・定休日・年末年始・水曜日(五所川原・中里便のみ)は運休、詳細は「公式サイト」を参照）
  - 市浦地区便
  - 五所川原市-中泊町（中里地区）便
    - し～うらんど行きは、月・金[8]と木・土[9]で、始発地(停車地の順番)が異なる。満席の場合は乗車できない。

  - 青森便（第1・第3日曜日のみ） ※前日までに電話にて要予約。但し、予約が10名に達しない場合は運行しない。

## 施設住所
〒037-0404 青森県五所川原市磯松山の井115-126

## 周辺の施設・観光
- もや会館
- 脇元海水浴場
- 青森県立金木高等学校市浦分校
- 洗磯崎神社
- 十三湖